# Guy Sebastian
Guy Sebastian (Klang, 1981. október 26. –) ausztrál énekes, dalszerző.
Zenei karrierje 2003-ban indult, amikor megnyerte az Australian Idol című tehetségkutató-műsor első évadját. Azóta 8 stúdióalbuma jelent meg. 2015. március 5-én bejelentették, ő fogja képviselni Ausztráliát a 60. Eurovíziós Dalfesztiválon, Bécsben.